# Ephemerellomyces aquilonius
Ephemerellomyces aquilonius är en svampart som beskrevs av M.M. White & Lichtw. 2004. Ephemerellomyces aquilonius ingår i släktet Ephemerellomyces, ordningen Harpellales, divisionen oksvampar och riket svampar.   Inga underarter finns listade i Catalogue of Life.